# زمین‌شناسی قانونی
زمین‌شناسی قانونی (Forensic geology) علم بررسی و مطالعه شواهد فیزیکی و خواص شیمیایی مربوط به مواد معدنی و رابطه آنها با سایر موضوعات یافت شده در زمین و محوطه مربوط به یک جرم است که برای پاسخ به سوالات مطرح شده در سیستم حقوقی مورد استفاده قرار می‌گیرد.

## تاریخچه
در سال ۱۹۷۵، ری موری و جان تدرو استاد دانشگاه راتگرز زمین‌شناسی قانونی را بنیان نهادند.
بنا به نظر ری موری، در حقیقت زمین‌شناسی قانونی توسط سر آرتور کانن دویل نویسنده سری داستان‌های جنایی شرلوک هولمز پایه‌گذاری شد. کارگاه شرلوک هولمز ادعا می‌کرد که قادر است مکان‌های حضور افراد یا متهمین با روش‌های مختلفی که می‌داند، شناسایی کند. بریا مثال او با توجه به نوع خاک و منابع معدنی موجود در آن بیان می‌کرد که آثار بجا مانده مربوط به کدام منطقه از لندن است.
اما در واقعیت این گرگ پاپ آلمانی بود که از تجزیه و تحلیل خاک برای ارتباط بین صحنه جرم و مجرم جرم استفاده کرد. در سال ۱۸۹۱، هانس گروس از تجزیه و تحلیل میکروسکوپی خاک و سایر مواد از کفش متهم استفاده کرد تا او را به صحنه جرم پیوند دهد.